# Teodor Kocerka
Teodor Kocerka (Bydgoszcz, 6 agosto 1927 – Varsavia, 25 settembre 1999) è stato un canottiere polacco.

## Palmarès

### Olimpiadi
- Bronzo a Helsinki 1952 nel singolo.
- Bronzo a Roma 1960 nel singolo.